# Delta2 Lyrae
Título a ser usado para criar uma ligação interna é Delta2 Lyrae.
Delta2 Lyrae (12 Lyrae) é uma estrela na direção da constelação de Lyra. Possui uma ascensão reta de 18h 54m 30.29s e uma declinação de +36° 53′ 55.0″. Sua magnitude aparente é igual a 4.22. Considerando sua distância de 898 anos-luz em relação à Terra, sua magnitude absoluta é igual a −2.98. Pertence à classe espectral M4IIvar.